# 雲龍橋 (南投縣)
24°02′02″N 121°10′28″E / 24.03401°N 121.17458°E
雲龍橋位於台灣南投縣一座橋樑，橫跨濁水溪主流河道，連接仁愛鄉兩岸的春陽村與精英村，也是遊客通往廬山溫泉必經的橋樑。

## 規格
雲龍橋全長134公尺，淨寬7.5公尺，跨徑134公尺。在橋面與濁水溪河床之間的落差高度有關記錄上，則出現了兩種版本，據公路總局記載是「近120公尺」，而仁愛鄉公所記載是「97公尺」。

## 簡介
雲龍橋的興建歷史，據部落耆老們口述得知，最早是由德克達雅人利用竹子搭建簡易可通行的小橋，族人稱為「斯固橋」。日治時期，日本政府在現今的雲龍橋旁興建一座鐵線橋，當時是稱「斯克鐵線橋」，後來因霧社事件爆發，莫那魯道在撤退之際，為了阻斷日軍的追擊，將這座連接斯克社與波亞倫社之間的鐵線橋切斷，後日本人又修復。
日治時期末期，林獻堂在1944年3月11日路過此橋，已被稱為「龍雲橋」。新橋名的由來、以及改名的時間和原因不詳。國民政府接收台灣後，在1966年時還沿用此稱，並且橋體部分鐵索已斷，已須修理。
後因名稱恰好同於投共的龍雲將軍，國民黨政府將此橋名「龍雲」兩字顛倒成「雲龍」。於民國七十四年七月（1985年）又興建一座外形紅色鋼拱橋，其位置就在斯克鐵線橋原址旁，為台14線86K里程位置上。
雲龍橋在政府尚未取締及禁止之前，這座橋曾是台灣愛好高空彈跳的人士必來之地，因交通來往車輛過多,安全因素的顧慮之下，現在已不再這活動。雲龍橋的結構設計是一項特色外，另一項特色是橋頭的兩座賽德克族的勇士塑像。